# Cochlostoma canestrinii
Cochlostoma canestrinii is een slakkensoort uit de familie van de Megalomastomatidae. De wetenschappelijke naam van de soort is voor het eerst geldig gepubliceerd in 1876 door Adami.